# America (tidskrift)
America är en amerikansk katolsk veckotidning med en upplaga på omkring 45 000. Tidningen innehåller nyheter och åsikter om katolicism och katolsk tro, och hur den relaterar till amerikansk politik och samhälle. Tidningen, som grundades 1909, produceras och ges ut i New York av Jesuitorden. America skapades av jesuiten John J. Wynne och växte fram ur tidigare katolska tidningar han arbetat med med idén att skapa en amerikansk motsvarighet till brittiska The Tablet.
America uppfattas ofta som religiöst liberal och inrikespolitiskt vänster. Under tidigt 1950-tal kritiserade tidningen senator Joseph McCarthy, som annars hade mycket stöd bland katoliker för sina antikommunistiska strävanden vilket tidningen fick lida för. Under 1960-talet rapporterade tidningen entusiastiskt från Andra vatikankonciliet.
Under Thomas J. Reese, tidningens chefredaktör mellan 1998 och 2005, försökte America publicera åsikter inom känsliga områden från flera håll även sådana som stred mot Katolska kyrkans officiella lära inom ämnen som homosexualitet, prästerskapets celibat, AIDS och kvinnans roll i kyrkan. Tidningen utsattes på grund av detta för allt större press från Vatikanen via Troskongregationen, och Reese avgick i maj 2005. Nuvarande chefredaktör, sedan 2012, är Matt Malone. En av tidningens profiler är författaren och journalisten James Martin. 